# Lieja-Bastoña-Lieja 2009
La 95ª edición de la clásica ciclista Lieja-Bastoña-Lieja se disputó el domingo 26 de abril de 2009 con salida en Lieja y llegada en Ans, sobre un trazado de 261 kilómetros.
La prueba perteneció a las Carreras Históricas del UCI World Calendar 2009.
Participaron los mismos equipos que unos días antes participaron en la también prueba belga de la Flecha Valona 2009.
El ganador de la carrera fue el luxemburgués Andy Schleck que llegó a la meta en solitario después de atacar en una de las múltiples cotas que adornan el recorrido, a unos 20 km de meta. Segundo fue el español Joaquim Rodríguez que se escapó del pelotón en el último kilómetro y llegó con unos segundos de ventaja sobre el grupo. Completó el podio Davide Rebellin, que se impuso en el sprint del grupo.
En la única clasificación secundaria, la de la montaña, se impuso Cyril Gautier.

## Recorrido
El recorrido contó con 11 cotas o puertos puntuables:
| Kilómetro | Nombre                       | Longitud | Pendiente media |
| --------- | ---------------------------- | -------- | --------------- |
| 57,5 km   | Cota de Ny                   | 1,8 km   | 5,7 %           |
| 82,0 km   | Cota de la Roche-en-Ardenne  | 2,8 km   | 4,9 %           |
| 128,0 km  | Cota de Saint-Roch           | 0,8 km   | 12,0 %          |
| 172,0 km  | Cota de Wanne                | 2,7 km   | 7,0 %           |
| 178,5 km  | Cota de Stockeu              | 1,1 km   | 10,5 %          |
| 184,0 km  | Cota de la Haute-Levée       | 3,4 km   | 6,0 %           |
| 196,5 km  | Cota de Rosier               | 4,0 km   | 5,9 %           |
| 209,0 km  | Cota de la Vecquée           | 3,1 km   | 5,9 %           |
| 226,5 km  | Cota de la Redoute           | 2,1 km   | 8,4 %           |
| 241,5 km  | Cota de la Roche aux Faucons | 1,5 km   | 9,9 %           |
| 255,5 km  | Cota de Saint-Nicolas        | 1,0 km   | 11,1 %          |

## Equipos participantes
| Número  | Código | Equipo                           |
| ------- | ------ | -------------------------------- |
| 1-8     | GCE    | Caisse d'Epargne                 |
| 11-18   | SDA    | Serramenti Diquigiovanni-Androni |
| 21-28   | SAX    | Team Saxo Bank                   |
| 31-38   | BAR    | Barlworld                        |
| 41-48   | RAB    | Rabobank                         |
| 51-58   | SIL    | Silence-Lotto                    |
| 61-68   | QST    | Quick Step                       |
| 71-78   | LIQ    | Liquigas                         |
| 81-88   | THR    | Team Columbia-High Road          |
| 91-98   | FDJ    | Française des Jeux               |
| 101-108 | KAT    | Team Katusha                     |
| 111-118 | ALM    | AG2R La Mondiale                 |
| 121-128 | LAN    | Landbouwkrediet-Colnago          |

| Número  | Código | Equipo                       |
| ------- | ------ | ---------------------------- |
| 131-138 | AST    | Astana                       |
| 141-148 | LAM    | Lampre-N.G.C.                |
| 151-158 | BBO    | Bbox Bouygues Telecom        |
| 161-168 | EUS    | Euskaltel-Euskadi            |
| 171-178 | MRM    | Team Milram                  |
| 181-188 | CTT    | Cervélo Test Team            |
| 191-198 | TSV    | Topsport Vlaanderen-Mercator |
| 201-208 | COF    | Cofidis, le Crédit en Ligne  |
| 211-218 | GRM    | Garmin-Slipstream            |
| 221-228 | AGR    | Agritubel                    |
| 231-238 | SKS    | Skil-Shimano                 |
| 241-248 | VAC    | Vacansoleil Pro Cycling Team |

## Clasificación final
| Pos. | Ciclista          | Equipo                                          | Tiempo     |
| ---- | ----------------- | ----------------------------------------------- | ---------- |
| 1.   | Andy Schleck      | Saxo Bank                                       | 6h 34' 32" |
| 2.   | Joaquim Rodríguez | Caisse d'Epargne                                | + 1' 17"   |
| 3.   | Davide Rebellin   | Serramenti PVC Diquigiovanni-Androni Giocattoli | + 1' 24"   |
| 4.   | Philippe Gilbert  | Silence-Lotto                                   | m.t.       |
| 5.   | Serguéi Ivanov    | Katusha                                         | m.t.       |
| 6.   | Simon Gerrans     | Cervélo                                         | m.t.       |
| 7.   | Damiano Cunego    | Lampre-N.G.C.                                   | m.t.       |
| 8.   | Benoît Vaugrenard | Française des Jeux                              | m.t.       |
| 9.   | Alexandr Kolobnev | Saxo Bank                                       | m.t.       |
| 10.  | Samuel Sánchez    | Euskaltel-Euskadi                               | m.t.       |